# Ferrovia Kominato
La Ferrovia Kominato (小湊鐵道?, Kominato Tetsudō) è una compagnia giapponese di trasporto passeggeri che gestisce una linea ferroviaria e una rete di autobus nella città di Ichihara, nella prefettura di Chiba.

## Storia
La ferrovia Kominato è stata fondata il 19 maggio 1917. L'11 gennaio 1924 inizia la costruzione della linea ferroviaria Kominato. Il 7 marzo 2025 apre la prima fase della linea Kominato tra la stazione di Goi e la stazione di Satomi, il 1° settembre 1926 viene aperta la seconda fase della linea ferroviaria Kominato tra la stazione di Satomi e la stazione di Tsukisaki. Il 16 maggio 1928 viene aperta la terza fase della linea ferroviaria Kominato tra la stazione di Tsukisaki e la stazione di Kazusa.
Il 19 agosto 1942 entra a far parte del Gruppo Keisei. Il 1° luglio 1947 la ferrovia Kominato si fonde con la Sodegaura Jidosha e inizia la sua attività di autobus e il 15 novembre 1949 inizia l'attività di autobus turistici.

## Linee ferroviarie
L'azienda ha una sola linea, tutta la linea non è elettrificata.
- Ligne Kominato (小湊鉄道線?): Goi - Kazusa-Nakano	(39,1 km, 18 stazioni)

## Materiale rotabile

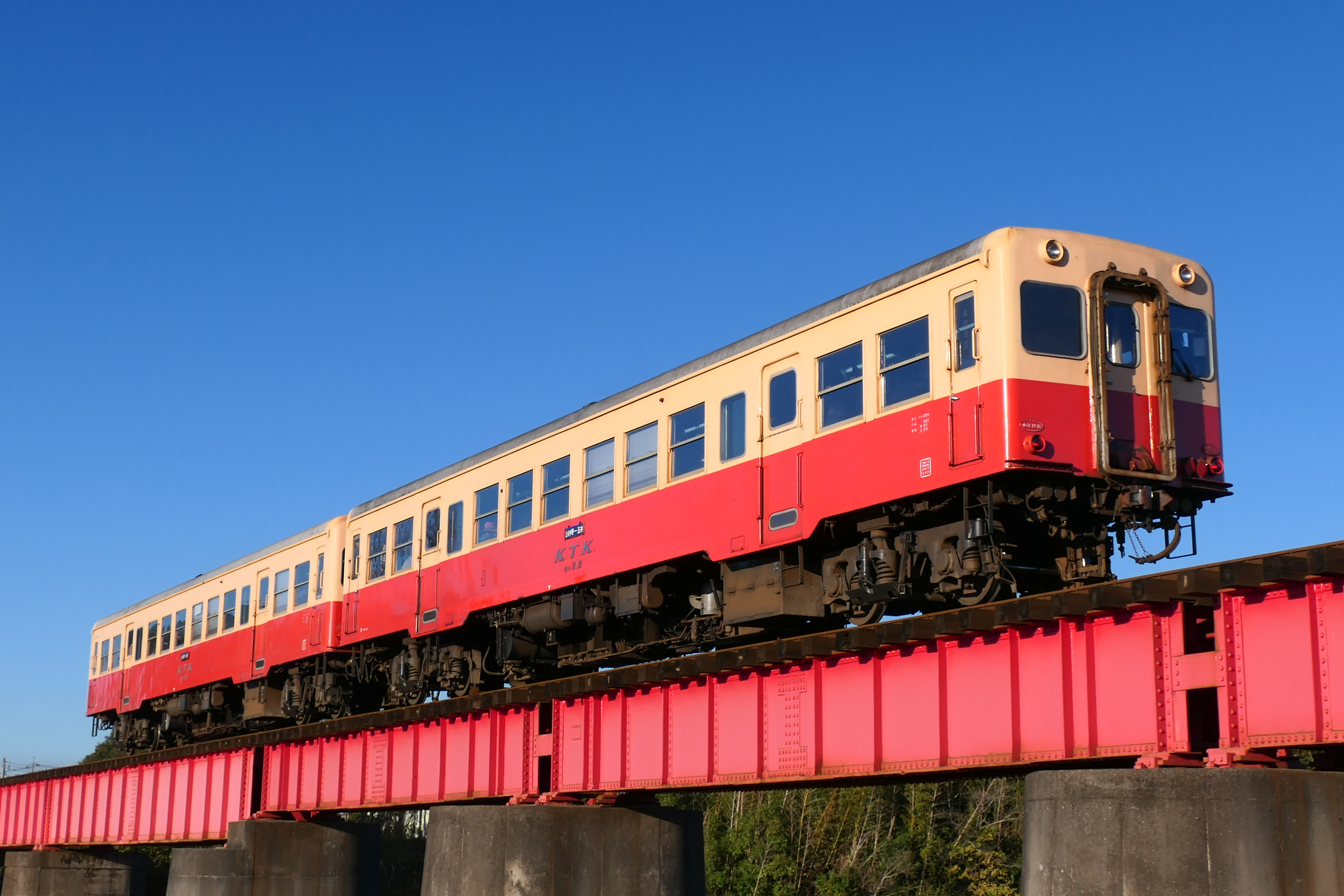
Serie Kiha 200
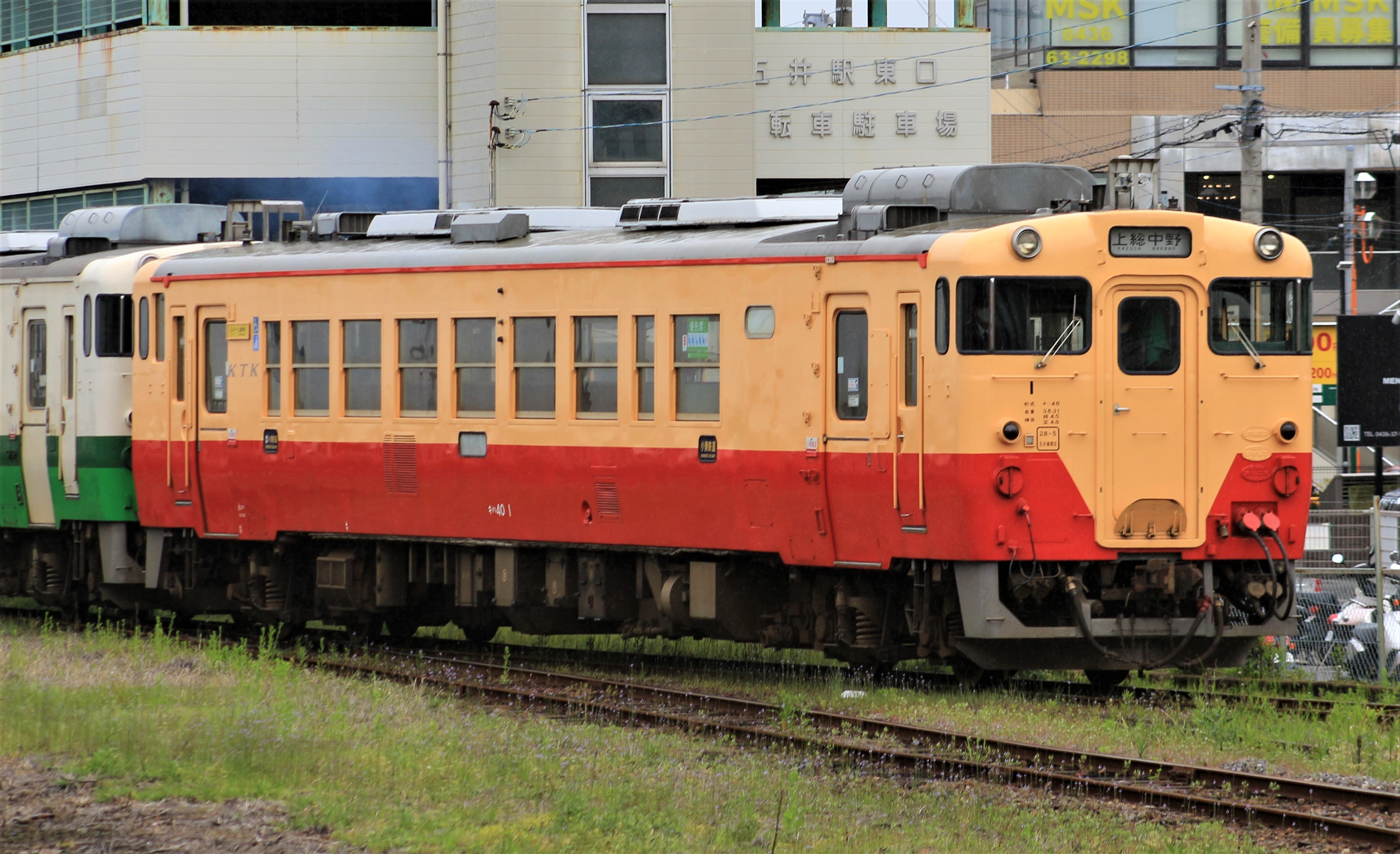
Serie Kiha 40
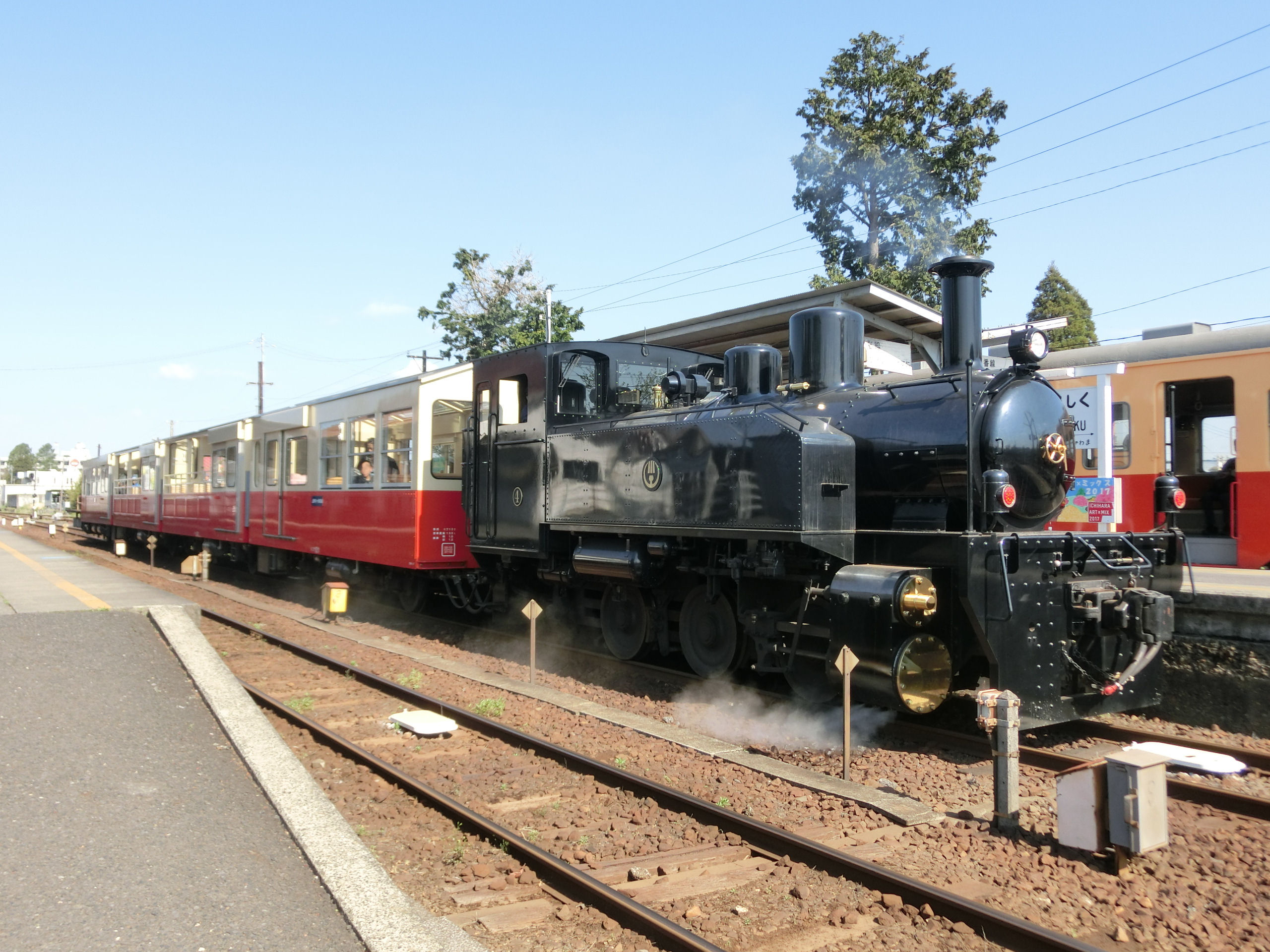
Serie DB4 "Satoyama Torokko"
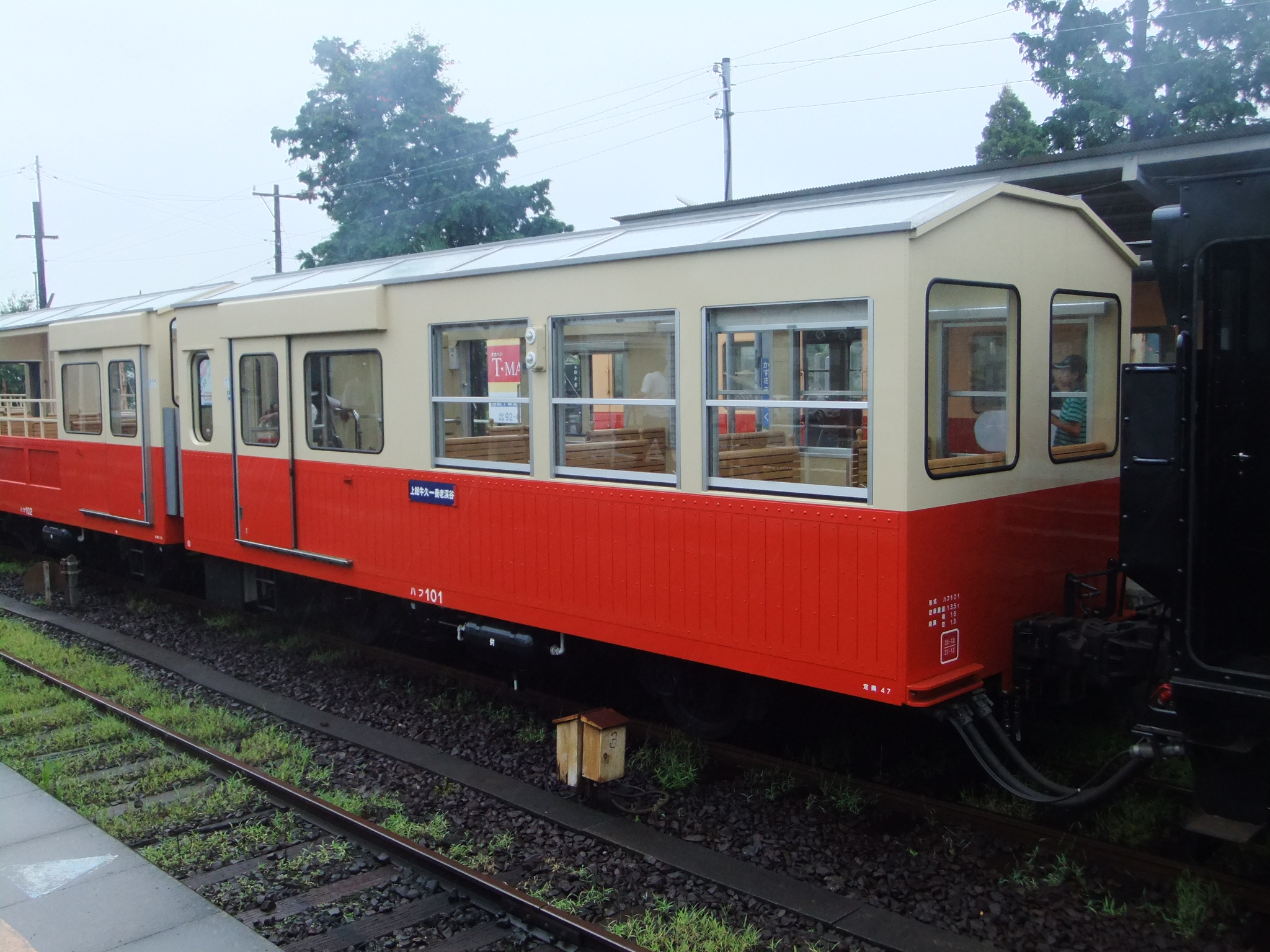
Serie Hafu 100
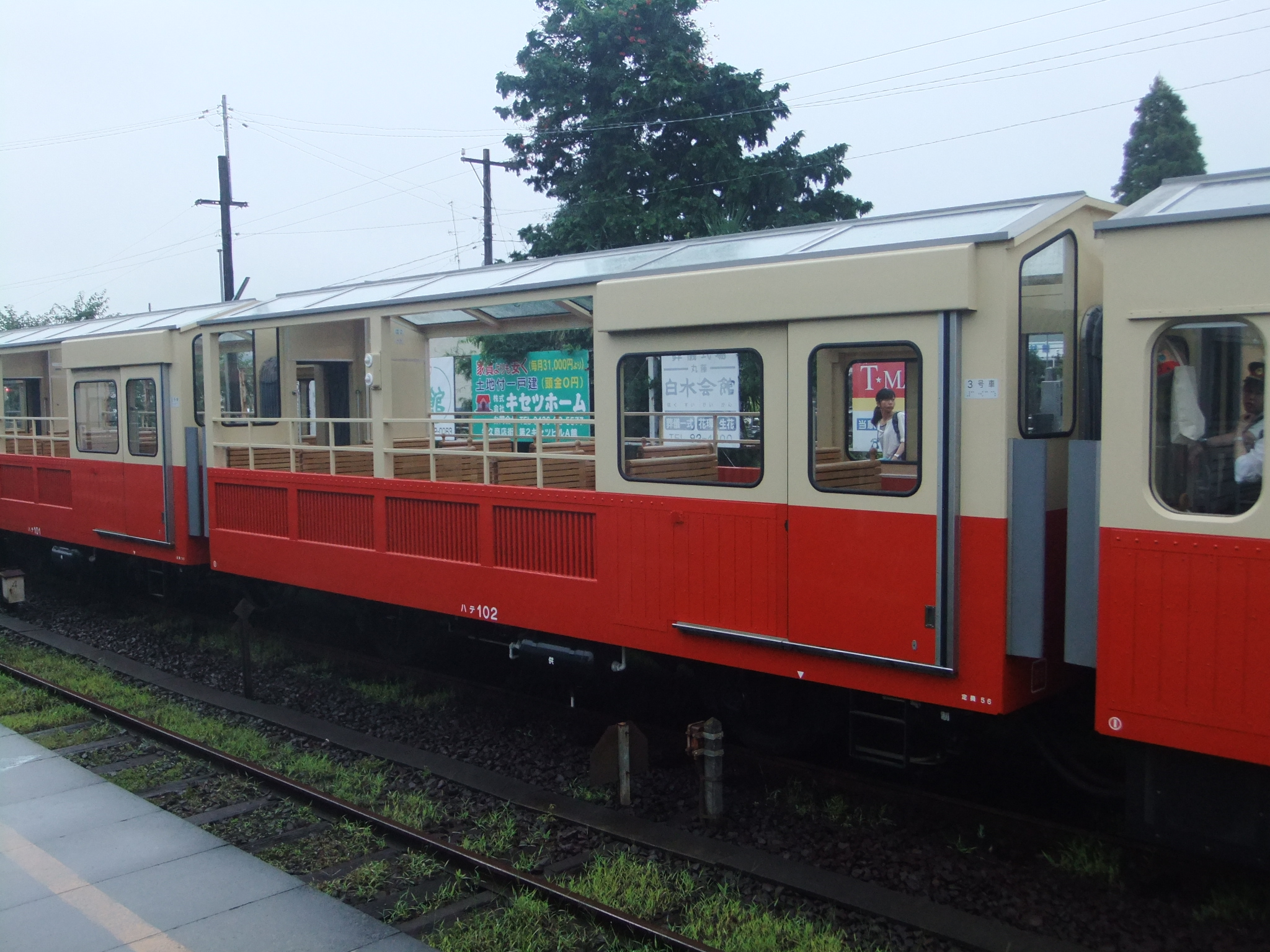
Serie Hate 100
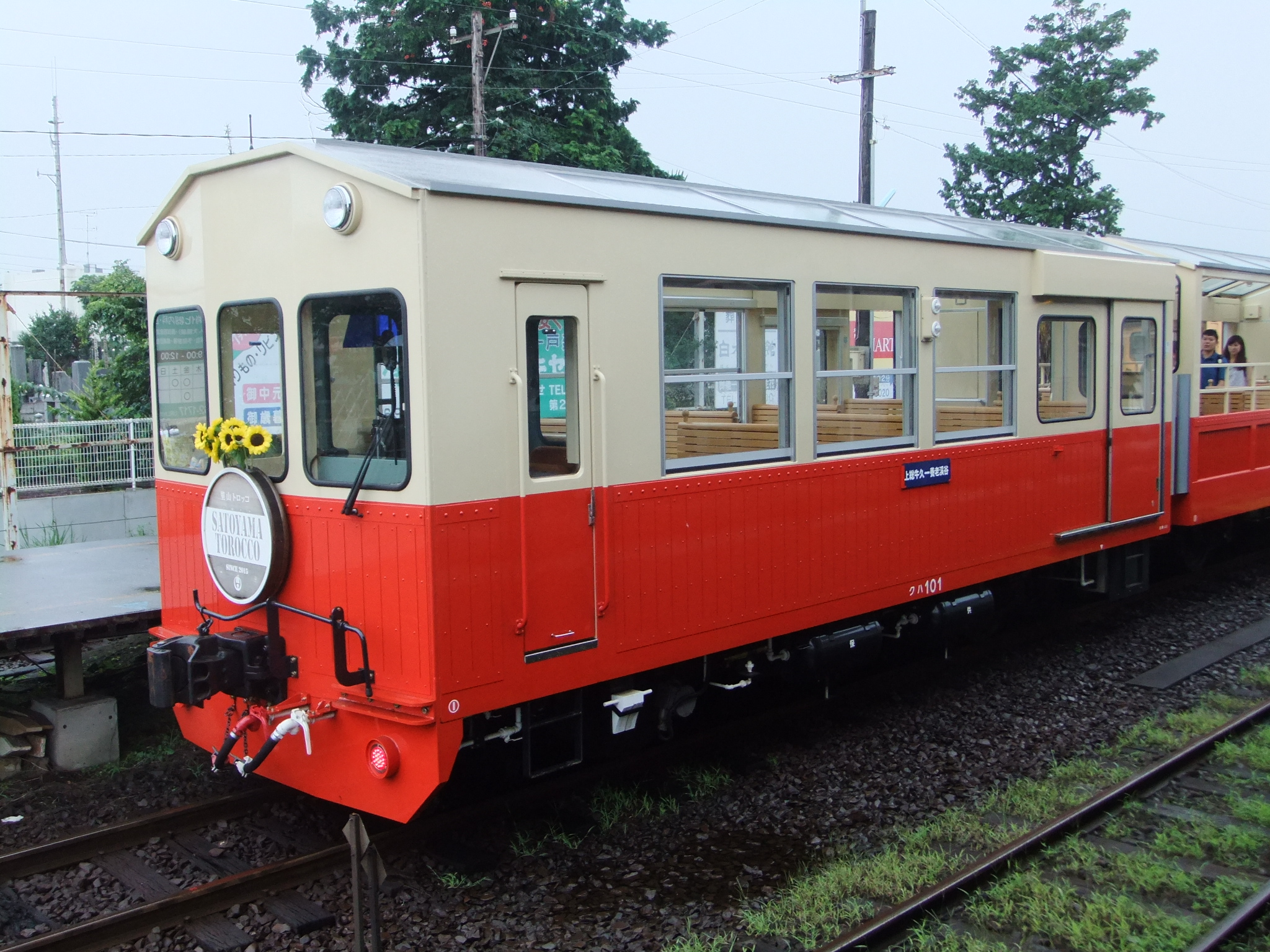
Serie Kuha 100

- Serie Kiha 200
- Serie Kiha 40
- Serie DB4 "Satoyama Torokko"
- Serie Hafu 100
- Serie Hate 100
- Serie Kuha 100